# Camellia micrantha
Camellia micrantha là một loài thực vật có hoa trong họ Theaceae. Loài này được S.Yun Liang & Y.C.Zhong mô tả khoa học đầu tiên năm 1988.